# Dansk Melodi Grand Prix 2017
La quarantasettesima edizione del Dansk Melodi Grand Prix si è svolta il 25 febbraio 2017 presso il Jyske Bank Boxen di Herning e ha selezionato il rappresentante della Danimarca all'Eurovision Song Contest 2017.
La vincitrice è stata Anja Nissen con Where I Am.

## Organizzazione
L'emittente radiotelevisiva danese Danmarks Radio (DR) annunciò la partecipazione della Danimarca all'Eurovision Song Contest 2017, ospitato dalla capitale ucraina Kiev, il 6 giugno 2016, confermando che avrebbe organizzato nuovamente il Dansk Melodi Grand Prix come metodo di selezione del rappresentante.
Il 6 settembre successivo DR rivelò che il festival sarebbe stato ospitato nuovamente dal Jyske Bank Boxen di Herning, nello Jutland Centrale, già sede dell'edizione 2013 dell'evento. Il 12 dicembre invece l'emittente affermò di aver selezionato come conduttori della serata Annette Heick e Johannes Nymark (vincitore della precedente edizione con i Lighthouse X).
L'emittente ricevette un totale record di 1115 brani, scegliendone 10 per la selezione. Questo risultato ha superato di gran lunga il precedente record raggiunto con le 982 proposte per l'edizione precedente.

### Format
L'evento si articolò in un'unica serata divisa in due fasi: la finale, nella quale si esibirono tutti i 10 partecipanti, e la superfinale, nella quale si esibirono i primi tre classificati della finale. In entrambi i round il punteggio è stato deciso da giuria e televoto.
La giuria è stata composta da cinque fan del festival:
- Mogens Dalsgaard Myklebust;
- Mette Thorning Svendsen;
- Peter Hansen;
- Morten Kaiser;
- Søren Toft.

## Partecipanti
| Artista         | Brano            | Lingua  | Compositori |
| --------------- | ---------------- | ------- | --- |
| Anja Nissen     | Where I Am       | Inglese | Anja Nissen, Michael D'Arcy ed Angel Tupai                                                                      |
| Anthony         | Smoke in My Eyes | Inglese | Kim Nowak-Zorde, Kasper Larsen, Hans Petersen, Ollie Marland e Phil Plested                                     |
| Calling Mercury | Big Little Lies  | Inglese | Thomas Sardorf, Rune Braager e Martin Luke Brown                                                                |
| Ida Una         | One              | Inglese | Peter Bjørnskov e Lene Dissing                                                                                  |
| Jeanette Bonde  | Hurricane        | Inglese | Jeanette Bonde, Alexander Grandjean, Jeppe Pilgaard Ulrichsen e Nermin Harambasic                               |
| Johanna Beijbom | A.S.A.P.         | Inglese | Peter Wallevik, Daniel Heløy Davidsen, Patrick Devine, Dimitri Stassos, Freja Jonsson Blomberg e Christian Fast |
| René Machon     | Warriors         | Inglese | Astrid Cordes, Alexander Grandjean, Hans Petersen e Lars Andersen                                               |
| Rikke Skytte    | Color My World   | Inglese | Mads Løkkegaard, Joël Pagiël MacDonald, Mohamed Alitou e Laura Kloos                                            |
| Sada Vidoo      | Northern Lights  | Inglese | Christoffer Lauridsen, Andreas Öhrn ed Alessandra Günthardt                                                     |
| Thomas Ring     | Vesterbro        | Danese  | Thomas Ring |

## Finale
La finale si è tenuta il 25 febbraio 2017 e ha visto avanzare i primi tre classificati, Anja Nissen, Ida Una e Johanna Beijbom, alla superfinale, dove è stata decretata la vincitrice, ossia Anja Nissen con Where I Am. Si sono esibiti come intervallo gli Olsen Brothers con Fly on the Wings of Love, brano vincitore proprio per la Danimarca dell'Eurovision Song Contest 2000.
| #  | Artista         | Titolo           |
| -- | --------------- | ---------------- |
| 1  | Ida Una         | One              |
| 2  | Thomas Ring     | Vesterbro        |
| 3  | Rikke Skytte    | Color My World   |
| 4  | Anja Nissen     | Where I Am       |
| 5  | Calling Mercury | Big Little Lies  |
| 6  | Anthony         | Smoke in My Eyes |
| 7  | René Machon     | Warriors         |
| 8  | Sada Vidoo      | Northern Lights  |
| 9  | Jeanette Bonde  | Hurricane        |
| 10 | Johanna Beijbom | A.S.A.P.         |

### Superfinale
| Artista         | Titolo     | Punti | Posizione |
| --------------- | ---------- | ----- | --------- |
| Ida Una         | One        | 26%   | 2°        |
| Anja Nissen     | Where I Am | 64%   | 1°        |
| Johanna Beijbom | A.S.A.P.   | 10%   | 3°        |

## All'Eurovision Song Contest
La Danimarca si è esibita all'8º posto nella seconda semifinale, classificandosi al 10º posto con 101 punti e qualificandosi per la finale dove, esibendosi al 10º posto, si è classificata al 20º posto con 77 punti.

### Voto

#### Punti assegnati alla Danimarca
| Giurie (5° con 96 punti)   | Giurie (5° con 96 punti)           | Giurie (5° con 96 punti) | Giurie (5° con 96 punti) | Giurie (5° con 96 punti) |
| 12                         | 10                                 | 8                        | 7                        | 6                        |
| -------------------------- | ---------------------------------- | ------------------------ | ------------------------ | ------------------------ |
|                            | - Norvegia - Paesi Bassi - Romania | - Croazia - Estonia      | - Macedonia              | - Lituania - Ungheria    |
| 5                          | 4                                  | 3                        | 2                        | 1                        |
| - Malta - San Marino       | - Bulgaria - Israele - Serbia      | - Svizzera               | - Bielorussia - Francia  | - Germania - Irlanda     |
| Televoto (16° con 5 punti) |                                    |                          |                          |                          |
| 12                         | 10                                 | 8                        | 7                        | 6                        |
|                            |                                    |                          |                          |                          |
| 5                          | 4                                  | 3                        | 2                        | 1                        |
|                            | - Norvegia                         |                          |                          | - Paesi Bassi            |

| Giuria (13° con 69 punti)                           | Giuria (13° con 69 punti) | Giuria (13° con 69 punti)         | Giuria (13° con 69 punti) | Giuria (13° con 69 punti) |
| 12                                                  | 10                        | 8                                 | 7                         | 6                         |
| --------------------------------------------------- | ------------------------- | --------------------------------- | ------------------------- | ------------------------- |
|                                                     |                           | - Norvegia - Paesi Bassi          | - Macedonia               | - Repubblica Ceca         |
| 5                                                   | 4                         | 3                                 | 2                         | 1                         |
| - Australia - Estonia - Romania - Svezia - Ungheria | - Finlandia               | - Bielorussia - Croazia - Islanda | - Regno Unito             |                           |
| Televoto (21° con 8 punti)                          |                           |                                   |                           |                           |
| 12                                                  | 10                        | 8                                 | 7                         | 6                         |
|                                                     |                           | - Australia                       |                           |                           |
| 5                                                   | 4                         | 3                                 | 2                         | 1                         |
|                                                     |                           |                                   |                           |                           |

#### Punti assegnati dalla Danimarca
| Punti | Televoto    | Giuria      |
| ----- | ----------- | ----------- |
| 12    | Bulgaria    | Norvegia    |
| 10    | Norvegia    | Paesi Bassi |
| 8     | Romania     | Serbia      |
| 7     | Paesi Bassi | Austria     |
| 6     | Israele     | Bulgaria    |
| 5     | Irlanda     | Israele     |
| 4     | Ungheria    | Svizzera    |
| 3     | Austria     | Ungheria    |
| 2     | Estonia     | Irlanda     |
| 1     | Svizzera    | Estonia     |

| Punti | Televoto    | Giuria      |
| ----- | ----------- | ----------- |
| 12    | Svezia      | Svezia      |
| 10    | Bulgaria    | Portogallo  |
| 8     | Moldavia    | Australia   |
| 7     | Norvegia    | Austria     |
| 6     | Belgio      | Norvegia    |
| 5     | Portogallo  | Paesi Bassi |
| 4     | Romania     | Bulgaria    |
| 3     | Ungheria    | Moldavia    |
| 2     | Australia   | Belgio      |
| 1     | Paesi Bassi | Armenia     |